# Leptothelaira latistriata
Leptothelaira latistriata là một loài ruồi trong họ Tachinidae.